# Groovy Girls
Las Groovy Girls son unas muñecas de unos 30 cm de tamaño, fabricadas en tejidos suaves y caracterizadas por su sonrisa.

## Historia
Durante los años 1980 hubo una revolución en el sector de la juguetería, aparecieron infinidad de marcas, se impuso el plástico sobre otros materiales, y la calidad de los juguetes empezó a bajar.
Muchos padres, conscientes del problema y añorando los juguetes de su niñez, empezaron a apostar por juguetes tradicionales, con un alto valor educativo y social.
Surgieron varias marcas, como American Girl, la vuelta a escena de Mariquita Pérez en España. Fue entonces en 1998, cuando Manhattan Toy hizo su aparición con las Groovy Girls.

## Características
Manhattan Toy diseñó un concepto de muñeca muy original y diferente:
- Apta para todas las edades: las muñecas están fabricadas con materiales muy cuidados, no contiene partes de plástico que se puedan romper, ni partes punzantes, y su diseño es atractivo para todas las edades.
- Apta para todos los sexos: además de muñecas, también se ha fabricado un número limitado de muñecos con accesorios como coches, tablas de surf, etc.
- Apta para todos los gustos y estilos de vidas: encontramos amas de casa, surfistas, novias, princesas, ejecutivas.
- Infinidad de accesorios: todos los accesorios están fabricados con los mismos materiales, de forma que se pueden utilizar desde muy pequeños.

## Como elemento decorativo
Al igual que está pasando con otros juguetes (Mariquita Pérez, Playmobil), aquellos niños que en sus días jugaban con éstos recuperan su afición pero como coleccionistas. En este sentido se creó la línea Dreamtastic, pensada como elemento decorativo o de colección.